# Phyllophaga schizorhina
Phyllophaga schizorhina är en skalbaggsart som beskrevs av Bates 1888. Phyllophaga schizorhina ingår i släktet Phyllophaga och familjen Melolonthidae. Inga underarter finns listade i Catalogue of Life.